# Р-158

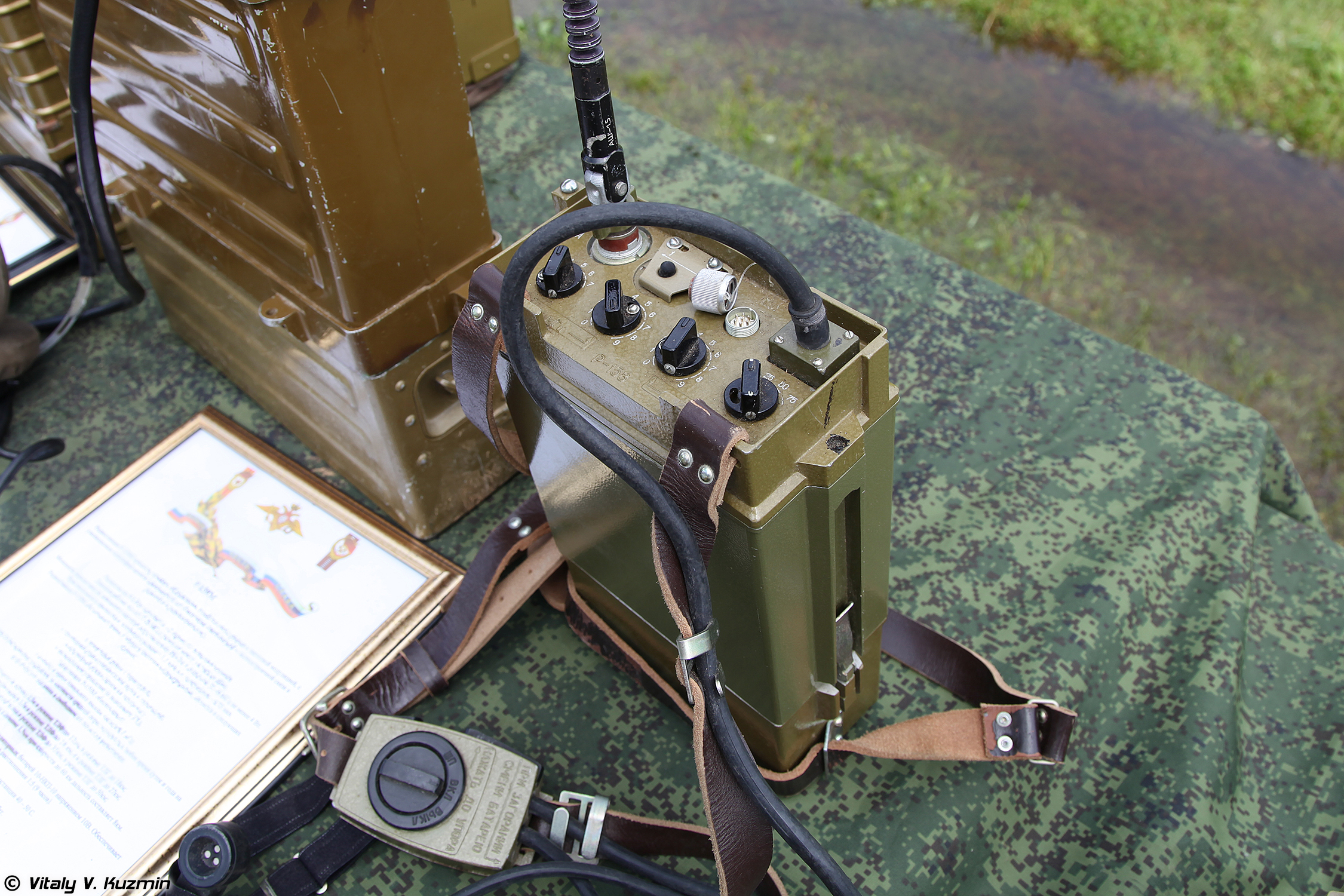
Радиостанция Р-158

Р-158 — советская войсковая УКВ радиостанция для связи в звене управления Вооруженных Сил взвод-рота.

На вооружении Советской Армии принята в 1979 году.

## Описание
Приемопередающая полупроводниковая УКВ радиостанция, с симплексной частотной модуляцией и тональным вызовом.
Предназначена для ведения радиосвязи с однотипными радиостанциями и другими типами радиостанций, сходных по диапазону, на месте, на ходу, в движении или на стоянке, при установке на автомобиле.
Приёмник собран по схеме супергетеродина с двумя преобразованиями.
Питание радиостанции осуществляется от аккумуляторной батареи напряжением +12 в, расположенной в специальном отсеке корпуса радиостанции.
Р-158 являлась штатной радиостанцией командира взвода, с помощью которой обеспечивалась связь как с командиром роты, так и со штабом батальона.

## Комплектация
Антенного согласующего устройства для радиостанции "Р-158" не предусмотрено.
В комплект радиостанции входят:
- радиостанция;
- наплечная сумка для переноски радиостанции;
- антенна - штыревая, конструкции Куликова;
- провод в изоляционной оболочке для обустройства λ-образной антенны бегущей волны;
- низкочастотное устройство в виде микротелефонной гарнитуры, состоящей из микрофона ДЭМШ-1А, микрофонного усилителя и головного телефона (на одно ухо);
- Шнур с разъёмом и зажимными клеммами для подзарядки аккумулятора или работы радиостанции от бортовой сети.

По внешним габаритам радиостанция Р-158 в сумке была соразмерна с офицерской полевой сумкой принятой в Сухопутных войсках ВС СССР.

## Технические характеристики
- Вид работы – телефонная, тональный вызов;
- Диапазон рабочих частот	30 - 79.975 MГц;
- Шаг перестройки - 25 кГц.
- Передатчик
  - Выходная мощность передатчика - 1 Вт;
  - Ослабление побочных излучений передатчика - 45 дБ;
  - Девиация частоты - 5 кГц.
- Приёмник:
  - Чувствительность (при соотношении сигнал/шум 20 дБ) - 1 мкв;
  - Ширина полосы пропускания на уровне 6 кГц - 18 кГц;
  - Двухсигнальня избирательность (при расстройке 50 KHz) - 70 дБ;
  - Избирательность по зеркальному и полузеркальному каналам	- 60 дБ;
  - Напряжение низкочастотного сигнала на выходе -	0,8-1,2 В;
  - Нагрузка низкочастотного тракта - телефон (на одно ухо);
  - Промежуточные частоты - 1-я ПЧ - 11,5 МГц; 2-я ПЧ - 1,5 MГц.
- Дальность связи:
  - При работе на АШ-1,5 (антенна штыревая Куликова) - до 4 км;
  - При работе на λ-образной антенне - до 10 км
- Питание -	никель-кадмиевый аккумулятор 10НКГЦ-1Д напряжением 12 вольт, либо от бортовой сети;
- Потребляемый ток от источника питания (приём/передача) - 60/580 мА;
- Диапазон рабочих температур -	от -40 до +50 °C;
- Габаритные размеры (ГхШхВ) - 80х165х263 мм;
- Вес радиостанции - 3,6 кг[2].